# Jorge Cruickshank García
Jorge Cruickshank García (Mexico-Stad, 1916 - aldaar, 19 januari 1989) was een Mexicaans politicus.
Cruickshank was sinds zijn jonge jaren bij linkse bewegingen betrokken. In 1948 was hij samen met Vicente Lombardo Toledano een van de oprichters van de Socialistische Volkspartij (PPS), en was drie keer afgevaardigde voor die partij. Na de dood van Lombardo in 1968 volgde Cruickshank hem op als voorzitter van de PPS, een functie die hij de rest van zijn leven zou vervullen. Onder Cruickshanks bewind werd de PPS definitief een satelliet van de dominante Institutioneel Revolutionaire Partij (PRI). Dit ging zelfs zoveer dat hij in 1975 de nederlaag van PPS-kandidaat Alejandro Gascón Mercado bij de gouverneursverkiezingen erkende, hoewel de PRI die verkiezing slechts door verkiezingsfraude had gewonnen, en kreeg in ruil daarvoor een senaatszetel aangeboden, waardoor hij in 1976 de eerste niet-PRI-senator in decennia was.
Cruickshank overleed in 1989 aan een hersentumor.